# Premi Cecil B. DeMille
El Premi Cecil B. DeMille, és un guardó que concedeix cada any en honor per una destacada trajectòria cinematogràfica l'associació de crítics HFPA (Hollywood Foreign Press Association, Associació de Premsa Estrangera de Hollywood) durant la cerimònia d'entrega dels premis Globus d'Or, a Hollywood, Califòrnia. Creat l'any 1952 per a la novena edició de la gala, se li va donar el nom del gran director i productor de cinema Cecil B. DeMille (1881-1959), que fou la primera persona a guanyar-lo.

## Llista de guardonats
- 1952: Cecil B. DeMille
- 1953: Walt Disney
- 1954: Darryl F. Zanuck
- 1955: Jean Hersholt
- 1956: Jack L. Warner
- 1957: Mervyn LeRoy
- 1958: Buddy Adler
- 1959: Maurice Chevalier
- 1960: Bing Crosby
- 1961: Fred Astaire
- 1962: Judy Garland
- 1963: Bob Hope
- 1964: Joseph E. Levine
- 1965: James Stewart
- 1966: John Wayne
- 1967: Charlton Heston
- 1968: Kirk Douglas
- 1969: Gregory Peck
- 1970: Joan Crawford
- 1971: Frank Sinatra
- 1972: Alfred Hitchcock
- 1973: Samuel Goldwyn
- 1974: Bette Davis
- 1975: Hal B. Wallis
- 1976: (El premi no s'atorgà)
- 1977: Walter Mirisch
- 1978: Red Skelton
- 1979: Lucille Ball
- 1980: Henry Fonda
- 1981: Gene Kelly
- 1982: Sidney Poitier
- 1983: Laurence Olivier
- 1984: Paul Newman
- 1985: Elizabeth Taylor
- 1986: Barbara Stanwyck
- 1987: Anthony Quinn
- 1988: Clint Eastwood
- 1989: Doris Day
- 1990: Audrey Hepburn
- 1991: Jack Lemmon
- 1992: Robert Mitchum
- 1993: Lauren Bacall
- 1994: Robert Redford
- 1995: Sophia Loren
- 1996: Sean Connery
- 1997: Dustin Hoffman
- 1998: Shirley MacLaine
- 1999: Jack Nicholson
- 2000: Barbra Streisand
- 2001: Al Pacino
- 2002: Harrison Ford
- 2003: Gene Hackman
- 2004: Michael Douglas
- 2005: Robin Williams
- 2006: Sir Anthony Hopkins
- 2007: Warren Beatty
- 2008: (El premi no s'atorgà)
- 2009: Steven Spielberg
- 2010: Martin Scorsese
- 2011: Robert De Niro
- 2012: Morgan Freeman
- 2013: Jodie Foster
- 2014: Woody Allen
- 2015: George Clooney
- 2016: Denzel Washington
- 2017: Meryl Streep
- 2018: Oprah Winfrey
- 2019: Jeff Bridges
- 2020: Tom Hanks
- 2021: Jane Fonda
- 2022: (El premi no s'atorgà)